# Аксуат (озеро)
Аксуа́т — безстічне озеро в Костанайській області Казахстану. Площа 123 км² (при максимальному наповненні 220 км²), глибина зо 3,2 м; в окремі роки пересихає.
Озеро розташоване в середній частині Тургайської улоговини, на території Наурзумського заповідника; береги порізані, болотисті. Поділяється на Великий і Малий Аскуат. Мінералізація води змінювана, дно мулисте.